# Trophée Eusebio Vélez
Le Trophée Eusebio Vélez (Trofeo Eusebio Vélez) est une course cycliste disputée au mois d'avril autour de Durana (Alava), dans la communauté autonome du Pays basque. Elle rend hommage à l'ancien cycliste professionnel Eusebio Vélez, lui-même originaire de ces lieux.
La compétition est organisée depuis 1963. Elle se déroule sur un parcours escarpé, qui comprend plusieurs difficultés,. Des cyclistes réputés comme José María Jiménez, Ángel Casero ou Óscar Freire s'y sont imposés avant de briller dans les rangs professionnels. L'édition 2020 est annulée en raison de la pandémie de Covid-19. 

## Palmarès depuis 1998
| Année | Vainqueur                   | Deuxième                    | Troisième             |
| ----- | --------------------------- | --------------------------- | --------------------- |
| 1998  | Jordi Cervantes             | Juan Manuel Gárate          | Rubén López de Munain |
| 1999  | Aitor Pérez Arrieta         | Iván Gutiérrez              | Gorka Arrizabalaga    |
| 2000  | Gorka González              | Luis Murcia                 | Unai Barazabal        |
| 2001  | Jorge Nogaledo              | Iker Camaño                 | Santiago Pérez        |
| 2002  | ?                           | ?                           | ?                     |
| 2003  | Mikel Elgezabal (es)        | Jokin Ormaetxea             | Aitor Pérez Arrieta   |
| 2004  | Josu Agirre                 | Ángel Vázquez Iglesias (es) | Julen Zubero (eu)     |
| 2005  | Ángel Vázquez Iglesias (es) | Asier Corchero              | Aitor Reguillaga      |
| 2006  | Ismael Esteban              | Francisco Gutiérrez         | Ramuntxo Garmendia    |
| 2007  | Fabricio Ferrari            | Xabat Mendiguren            | Ismael Esteban        |
| 2008  | Fabricio Ferrari            | Luis Moyano                 | Mikel Filgueira       |
| 2009  | Víctor de la Parte          | Aleix Fabregas              | Fabricio Ferrari      |
| 2010  | Paul Kneppers               | Florentino Márquez          | Unai Elorriaga        |
| 2011  | Jorge Martín Montenegro     | Eduard Prades               | Mike Terpstra         |
| 2012  | Víctor de la Parte          | Krzysztof Tracz             | Alain González        |
| 2013  | Alain González              | Julián Barrientos           | Carlos Antón Jiménez  |
| 2014  | Francesc Zurita             | Francisco Javier Martín     | Miguel Ángel Benito   |
| 2015  | Jon Irisarri                | Jonathan Lastra             | Alain Santamaría      |
| 2016  | Sergio Samitier             | Sergio Vega                 | Gotzon Martín         |
| 2017  | Txomin Juaristi             | Xavier Cañellas             | Unai Cuadrado         |
| 2018  | Pol Hervás                  | Unai Iribar                 | Daniel Viejo          |
| 2019  | Oier Lazkano                | Iker Ballarin               | Unai Iribar           |
| 2020  | annulé                      | annulé                      | annulé                |
| 2021  | Unai Iribar                 | Julen Arriolabengoa         | Imanol Álvarez        |
| 2022  | Iker Barandiaran            | Andoni López de Abetxuko    | Xabier Berasategi     |
| 2023  | Nicolás Alustiza            | Edgar Cadena                | Haritz Azurmendi      |
| 2024  | Diego Ruiz de Arcaute       | Isaac Gracia                | Alejandro Ropero      |
| 2025  | Adrià Regada                | Gabriel Ibáñez              | Aimar Galdós          |